# Човекът ракета
„Човекът ракета“ (на английски: The Rocketeer) е американски екшън филм от 1991 г. на режисьора Джо Джонстън. Сценарият, написан от Дани Билсън и Пол Демео, е базиран на едноименния комикс персонаж, създаден от Дейв Стивънс през 1982 г.

## Актьорски състав
| Актьор          | Роля                         |
| --------------- | ---------------------------- |
| Били Кембъл     | Клиф Секънд / Човекът ракета |
| Дженифър Конъли | Джени Блейк                  |
| Алън Аркин      | Пиви Пийбоди                 |
| Тимъти Долтън   | Невил Синклеър               |
| Тери О'Куин     | Хауърд Хюз                   |
| Ед Лотър        | Фич                          |
| Джеймс Хенди    | Ули                          |
| Пол Сорвино     | Еди Валънтайн                |
| Джон Полито     | Отис Бигълоу                 |

## Награди и номинации
| Категория                           | Номиниран(и)                     | Резултат  |
| Хюго                                | Хюго                             | Хюго      |
| ----------------------------------- | -------------------------------- | --------- |
| Най-добро сценично представяне      | Най-добро сценично представяне   | номинация |
| Сатурн (13 март 1992 г.)            |                                  |           |
| Най-добри костюми                   | Мерилин Ванс                     | награда   |
| Най-добър научнофантастичен филм    | Най-добър научнофантастичен филм | номинация |
| Най-добри специални ефекти          | Най-добри специални ефекти       | номинация |
| Най-добра актриса в поддържаща роля | Дженифър Конъли                  | номинация |